# Kruka

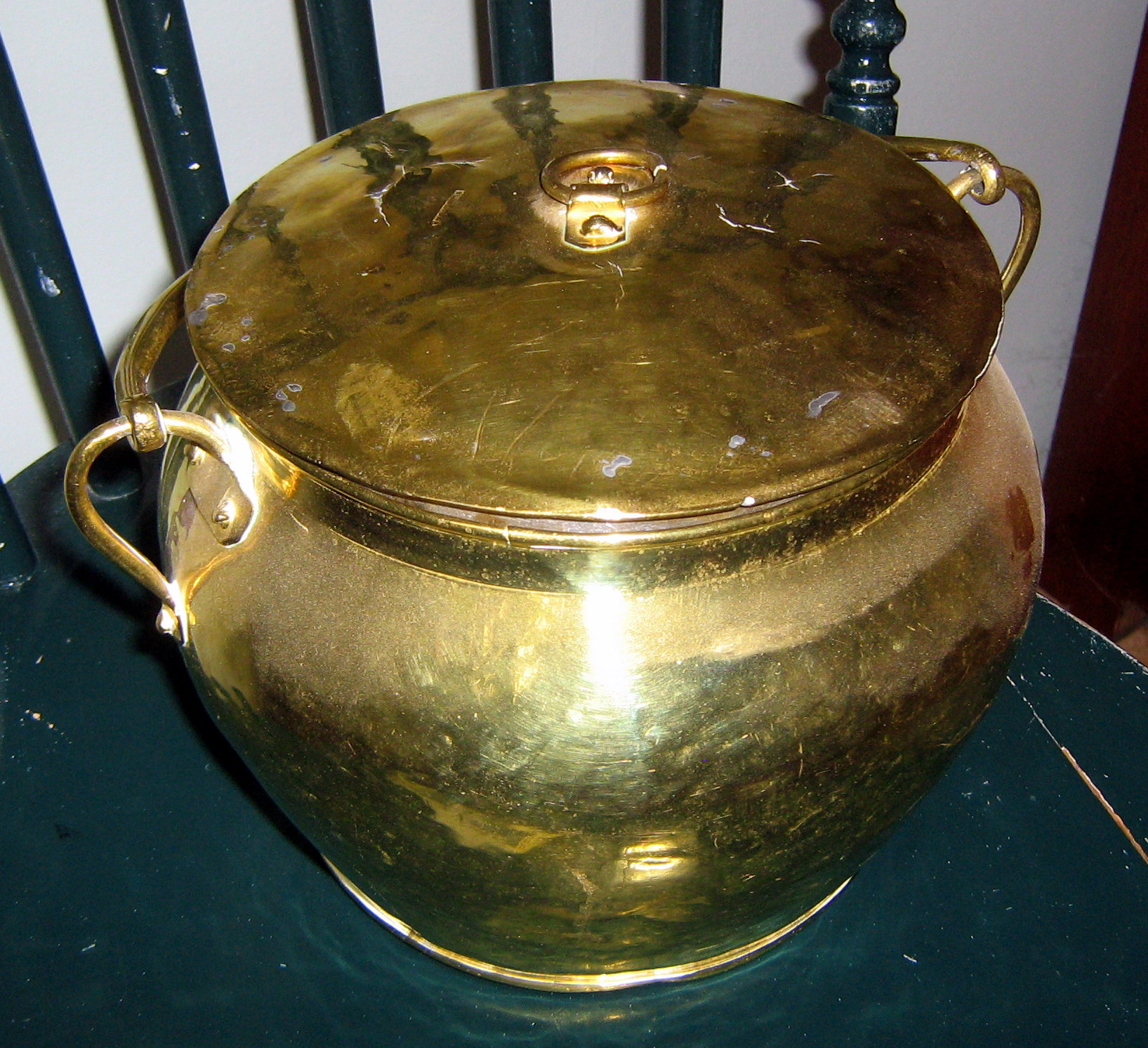
Mässingskruka från Skultuna bruk.

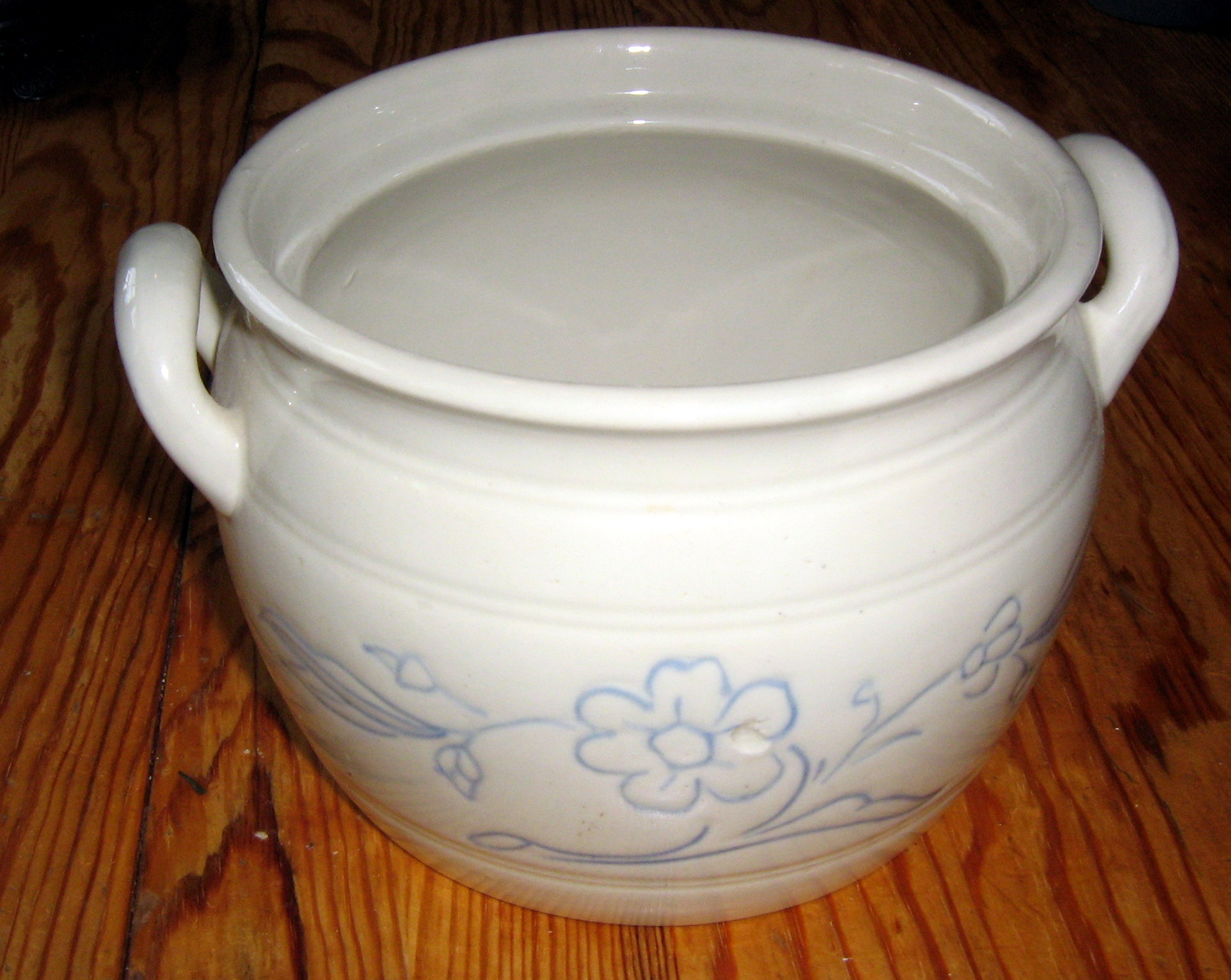
Stengodskruka tillverkad av Rörstrand.

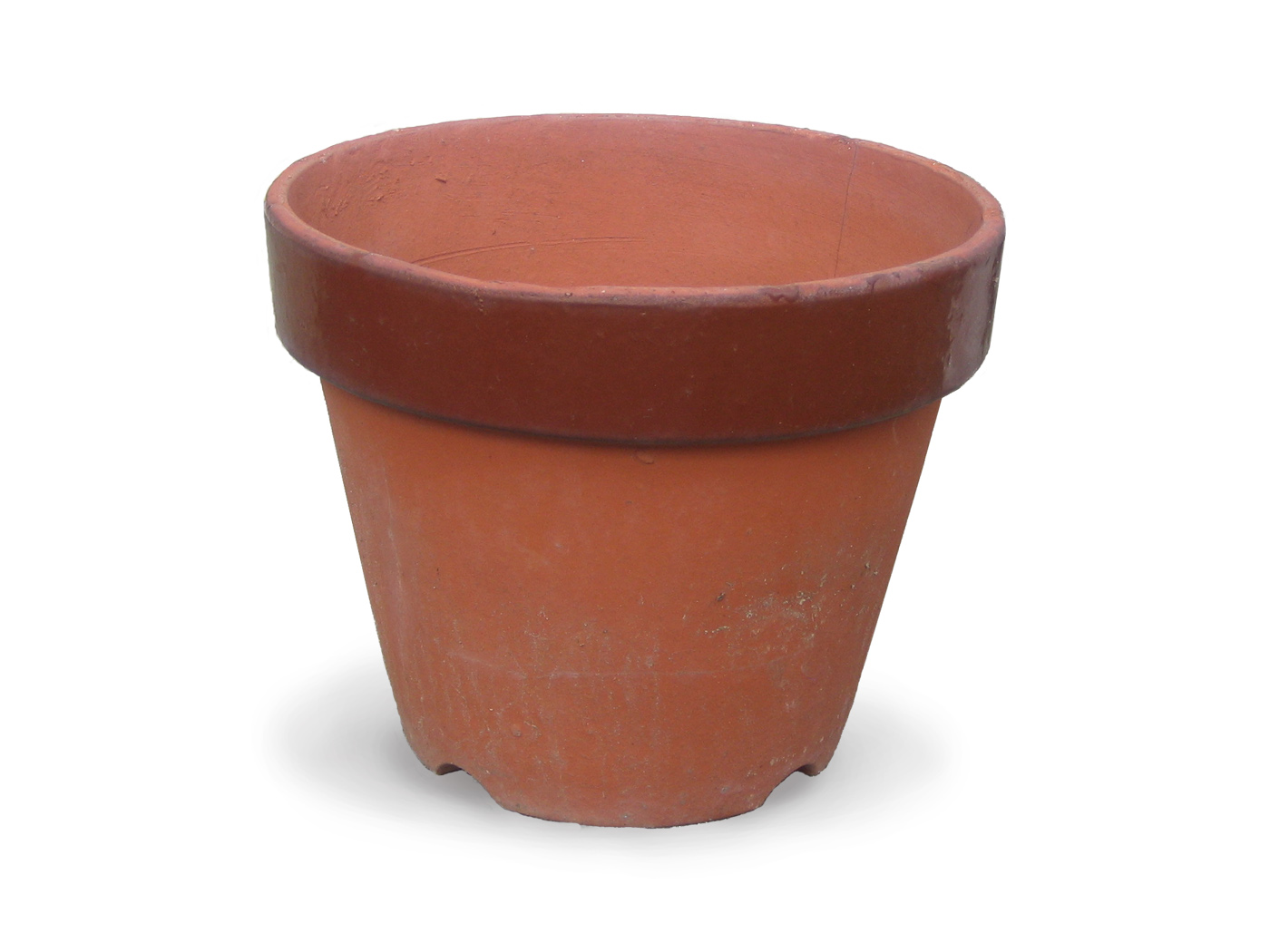
Blomkruka

En kruka är en behållare med flat botten, vanligen cylindrisk, konformig eller bukig. Den kan ha eller sakna såväl lock som handtag. Vanligen handlar det om ett kärl i keramik, men de kan även vara av metall. I första hand brukar det syfta på kärl för livsmedel.
I äldre tid brukade i Sverige det obestämda måttet kruka variera mellan 3 och 8 liter. Det användes mestadels om mjölk.
Blomkrukor är vanligt förekommande krukor. Man kan till exempel sätta blommor eller andra växter i blomkrukor. Blomkrukor kan vara i olika färger till exempel svart, röd eller blå, och vara i olika storlekar.
Kruka kan även betyda en feg person och uttrycket härrör från ett av Herakles tolv storverk då Herakles hade fört hem vildsvinet från Erymantos till Mykene på uppdrag av Eurystheus. Denne blev så förskräckt av galtens åsyn att han sprang och gömde sig i en stor kruka som han låtit tillverka enbart för sådana ändamål.
En långsträckt fyrkantig kruka kallas även för blomlåda.